# Only I Know the Ghoul Saved the World
OnlyI Know the Ghoul Saved the Worl (グールが世界を救ったことを私だけが知っている?, Ghoul ga Sekai wo Sukutta Koto wo Watashi Dake ga Shitteiru) è una serie di light novel scritta da Myojin Katou e illustrata da Kasu Komeshiro, pubblicata da Kadokawa dal 27 luglio 2022. Un adattamento manga, illustrato da R Hiura, è iniziato sulla rivista Tonari no Young Jump nel luglio 2023.

## Trama
Una fitta nebbia ha avvolto il mondo, trasformando gli esseri umani in mostri terrificanti, contro cui l'umanità sta perdendo la battaglia. Leon Crossheart è un avventuriero che caccia questi mostri, noti come ghoul, nonostante lo sia lui stesso; questo il motivo per cui la gente, nonostante li protegga, continua ad ostracizzarlo e temerlo. Alice, grata di averla salvata in più di un'occasione, decide di seguirlo per diventare sua discepola, ma dovrà lottare non poco per riuscire a convincerlo. 
I due affrontano diverse battaglie insieme, cominciando ad avvicinarsi sempre di più e capendo di essere una salvezza l'uno per l'altra; ben presto, però, il passato di Leon tornerà per cercare di separarli, facendo lui ricordare di aver stretto una promessa con il suo vecchio compagno Reinhardt. 

## Personaggi
- Leon Crossheart: Terzo Eroe della Salvezza, ha ereditato il titolo dalla sua maestra Claire Redheart, con la quale viaggiava assieme a Reinhardt. In passato assistette inerme al massacro dei suoi due compagni da parte del terrificante Night Walker, un ghoul serial killer che furono incaricati di eliminare. Reinhardt si trasformò in un mostro controllato dallo stesso assassino, ma fece promettere a Leon di diventare più forte per riuscire ad ucciderlo. Ostracizzato da chiunque, a Leon rimane come unica amica la fabbra Emilia, che gli procura le missioni per conto della Chiesa Centrale.

- Alice: una giovane ragazza la cui madre, trasformatasi in mostro, fu uccisa da Leon. Per questo si mise alla sua ricerca per diventarne la discepola, riuscendo dopo varie insistenze a dimostrargli di essere capace e farsi accettare. Nel corso della storia dimostra di essere abile utilizzatrice dell'arco.

- Emilia Redheart: una fabbra e sorella minore di Claire, vecchia maestra di Leon. Si tratta anche dell'unica persona che si preoccupa per lui prima di Alice.

- Reinhardt: vecchio partner di Leon, trasformato in un mostro dalle fattezze angeliche e controllato dal Night Walker. In passato viveva con la sorellina in una discarica, vivendo alla giornata; una notte, però, la trovò in fin di vita e nonostante la sua ricerca di aiuto morì tra le sue braccia. Era considerato l'erede di Claire ed il suo più promettente allievo.

- Claire Redheart: Secondo Eroe della Salvezza, maestra di Reinhardt e Leon, morta uccisa dal suo stesso allievo controllato dal Night Walker. In fin di vita designò suo erede Leon, consegnandogli la sua spada sacra.

- Night Walker: un brutale assassino ghoul che dopo aver ucciso qualcuno lascia un bigliettino con una poesia. Si tratta del responsabile della morte di Claire e della trasformazione di Reinhardt.